# 似钩状柳氏钩丝壳
似钩状柳氏钩丝壳（学名：Uncinula ljubarskii var. aduncoides）是属于白粉菌目白粉菌科钩丝壳属的一种真菌，寄生在槭属上。该种分布于中国等地。